# Eaton (Colorado)
Eaton és una població dels Estats Units a l'estat de Colorado. Segons el cens del 2000 tenia 2.690 habitants.

## Demografia
Segons el cens del 2000, Eaton tenia 2.690 habitants, 1.033 habitatges, i 765 famílies. La densitat de població era de 540,9 habitants per km².
Dels 1.033 habitatges en un 36,7% hi vivien nens de menys de 18 anys, en un 62% hi vivien parelles casades, en un 9,1% dones solteres, i en un 25,9% no eren unitats familiars. En el 23% dels habitatges hi vivien persones soles el 13,6% de les quals corresponia a persones de 65 anys o més que vivien soles. El nombre mitjà de persones vivint en cada habitatge era de 2,6 i el nombre mitjà de persones que vivien en cada família era de 3,07.
Per edats la població es repartia de la següent manera: un 28,6% tenia menys de 18 anys, un 7% entre 18 i 24, un 26,6% entre 25 i 44, un 25% de 45 a 60 i un 12,8% 65 anys o més.
L'edat mediana era de 38 anys. Per cada 100 dones de 18 o més anys hi havia 86,2 homes.
La renda mediana per habitatge era de 47.314 $ i la renda mediana per família de 55.144 $. Els homes tenien una renda mediana de 38.839 $ mentre que les dones 27.292 $. La renda per capita de la població era de 20.816 $. Entorn del 3,4% de les famílies i el 5,3% de la població estaven per davall del llindar de pobresa.

## Poblacions més properes
El següent diagrama mostra les poblacions més properes.